# Ilie Matei
Ilie Matei (* 11. července 1960 Râșca, Rumunsko) je bývalý rumunský reprezentant v zápase.
V roce 1984 vybojoval na olympijských hrách v Los Angeles stříbrnou medaili v zápase řecko-římském v kategorii do 90 kg. Ve stejné kategorii nastoupil také ve volném stylu, po porážce v prvním kole již nenastoupil do druhého. V roce 1983 vybojoval stříbro a v roce 1982 a 1986 bronz v řecko-římském zápase na mistrovství Evropy. Na mistrovství světa dosáhl dvakrát (1982, 1985) na čtvrtou příčku. V obou případech v řecko-římském stylu.